# Баригели ди Сопра (Модена)
Баригели ди Сопра је насеље у Италији у округу Модена, региону Емилија-Ромања.
Према процени из 2011. у насељу је живело 23 становника. Насеље се налази на надморској висини од 420 м.